# Pilkorsrörelsen
Pilkorsrörelsen (ungerska Nyilaskeresztes Párt, "Pilkorspartiet") var ett ungerskt högerextremt och nationalistiskt politiskt parti som leddes av Ferenc Szálasi. Partiet bildade Ministären Szálasi i Ungern mellan 15 oktober 1944 och 28 mars 1945. Under denna korta regeringstid mördades 10 000-15 000 civila, varav många judar och romer och ca 80 000 människor deporterades till koncentrationsläger i Österrike. Efter andra världskrigets slut åtalades Szálasi och andra ledare inom rörelsen för krigsbrott av det ungerska rättsväsendet.

## Historia
Rörelsens ledare Ferenc Szálasi utsågs den 16 oktober 1944 av tyskarna till Ungerns premiärminister. Vid det laget stod det klart att Tyskland skulle förlora andra världskriget. Den ungerske riksföreståndaren Miklós Horthy hade just därför, den 29 augusti 1944, avsatt den dåvarande regeringen, ledd av Döme Sztójay och ersatt honom med sin egen bundsförvant Géza Lakatos, som han anförtrodde uppdraget att ta Ungern ur kriget. En hemlig delegation skickades till Moskva med uppdraget att förhandla fram Ungerns kapitulation. Resultatet blev istället att Tyskland kidnappade Horthys son och installerade Pilkorsrörelsen under Szálasi i regeringsställning i vad som av tyskarna kom att kallas Operation Panzerfaust. Szálasi var fortfarande övertygad om att Adolf Hitlers hemliga vapen, med vars hjälp krigslyckan skulle vända, snart var färdigt.
Pilkorsrörelsen hade redan, tack vare sina ambitiösa sociala program, sin radikalism och sin nationalistiska och antisemitiska retorik, vuxit till en betydande politisk kraft i Ungern. I valen 1939 blev de näst största parti och hade då över 300 000 medlemmar. Men deras inflytande hade aldrig varit stort nog för att ta över regeringsmakten utan tyskt stöd. Efter Röda arméns framstötar i oktober 1944 var Pilkorsrörelsens styre i praktiken begränsat till Budapest och Dél-Dunántúl (Transdanubien).
Deportationen av judar från Ungern, i synnerhet Budapest, till förintelselägren i Polen, som stoppats av Miklós Horthy efter att han avsatt Döme Sztójays regering, återupptogs efter Pilkorsrörelsens maktövertagande. Vid det laget hade över 430 000 ungerska judar redan deporterats till Auschwitz, men de som bodde i Budapest hade tack vare omständigheterna klarat sig undan. Adolf Eichmann, som lett dessa operationer under Sztójays tid, men tvingats lämna Ungern efter hans avgång, återvände den 17 oktober 1944. Under Eichmanns ledning tvingades 60 000 av Budapests judar marschera till den österrikiska gränsen för att gräva skyttegravar. 70 000 av dem som blivit kvar låstes in i Budapests getto. Över 8 000 judar som tilldelats de skyddspass som Raoul Wallenberg delat ut (men som också delades ut av andra neutrala länder som Schweiz) eller skyddades av Svenska Röda Korsets aktion under Valdemar Langlet, gömde sig i så kallade skyddade hus.
Innan Röda armén hade omringat Budapest, hade Szálasi och hans regering tagit sig till Dél-Dunántúl i västra Ungern. De tyska och ungerska arméerna försvarade Budapest som en fästning – bland annat sprängdes alla stadens broar – och belägringen av staden, som varade från julen 1944 till 13 februari 1945 orsakade omfattande förödelse och lidande. Minst 25 000 civila dödades och 10 000 hus – en fjärdedel av alla bostäder – förstördes.
Ungern hade vid Pilkorsrörelsens maktövertagande redan förlorat minst 40 000 personer och sett 70 000 andra tas till fånga i kriget, utöver de 430 000 ungerska judar som redan deporterats till Auschwitz. Man beräknar att den totala militära mobilisering, till stöd för Tysklands redan förlorade krig, som Pilkorsrörelsen tvingade fram, och den terror mot sin egen befolkning som rörelsen utövade för att kväsa all opposition, ökade antalet ungerska offer i andra världskriget med tiotusentals.

## Slutet
Pilkorsrörelsen upplöstes vid krigets slut, och Szálasi och flera av hans ministrar och medarbetare, bland andra László Endre, László Baky och Károly Beregfy, åtalades, dömdes till döden och avrättades genom hängning.

## Galleri

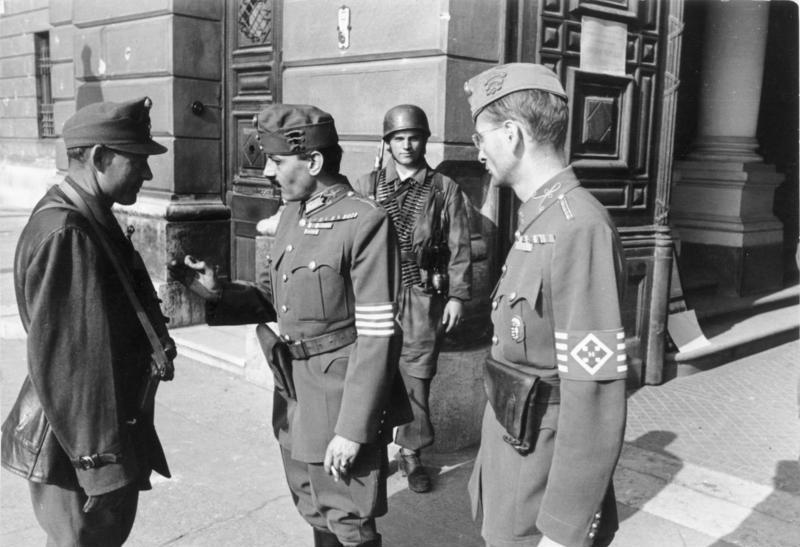
Ungerska officerare med pilkorsrörelsens armbindel vid försvarsministeriet i Budapest 16 oktober 1944. I bakgrunden en tysk fallskärmsjägare.
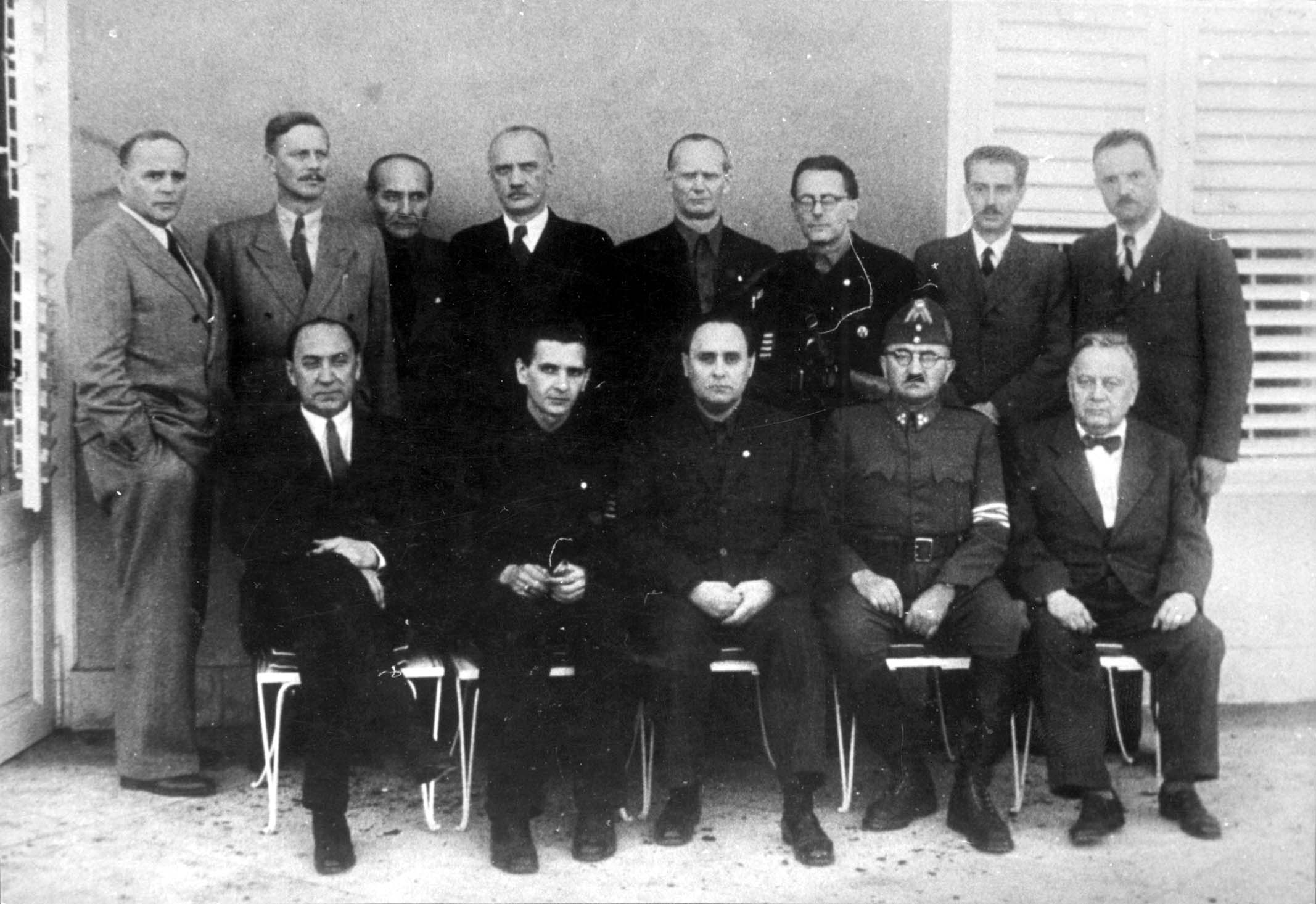
Ministären Szálasi. Främre raden från vänster: Lajos Reményi-Schneller, Gábor Kemény, Ferenc Szálasi, Károly Beregfy och Lajos Szász. Bakre raden från vänster: Ferenc Rajniss, Fidél Pálffy, Gábor Vajna, Béla Jurcsek, Emil Kovarcz, Ferenc Kassai-Schalmayer, Emil Szakváry och Jenő Szöllősi.